# Kivimaan Lehdot
Kivimaan Lehdot este o arie protejată (arie specială de conservare — SAC, sit de importanță comunitară — SCI) din Finlanda întinsă pe o suprafață de 8 ha, integral pe uscat.

## Localizare
Centrul sitului Kivimaan Lehdot este situat la coordonatele 66°12′32″N 24°47′30″E / 66.2089°N 24.7917°E.

## Înființare
Situl Kivimaan Lehdot a fost declarat sit de importanță comunitară în august 1998 pentru a proteja un număr necunoscut de specii din flora spontană și fauna sălbatică aflate în arealul zonei. Situl a fost protejat și ca arie specială de conservare în aprilie 2015.

## Biodiversitate
Situată în ecoregiunea boreală, aria protejată conține 4 habitate naturale: Mlaștini alcaline, Păduri fino-scandinave bogate în ierburi cu Picea abies, Izvoare petrifiante cu formare de travertin (Cratoneurion), Taiga vestică.
La baza desemnării sitului se află un număr nedeclarat de specii protejate.